# Vähäsaari (ö i Finland, Kymmenedalen, Kouvola, lat 61,14, long 26,11)
Vähäsaari är en ö i Finland. Den ligger i sjön Konnivesi och i kommunen Itis i den ekonomiska regionen  Kouvola ekonomiska region  och landskapet Kymmenedalen, i den södra delen av landet, 120 km nordost om huvudstaden Helsingfors. Öns area är 90,8 hektar och dess största längd är 1,5 kilometer i öst-västlig riktning. Vähäsaari ligger norr om Isosaari.